# Emilio Recchia
Emilio Recchia, né le 19 février 1888 à Vérone en Italie, mort en 1969, est un religieux italien, qui a protégé une centaine de Juifs pendant la Seconde Guerre mondiale. Il est reconnu Juste parmi les nations par le Yad Vashem, et vénérable par l'Église catholique.

## Biographie
Emilio Recchia est né à Vérone le 19 février 1888,. Il est le fils de Camillo Recchia et d'Adelaide Necchi.
Il entre à 15 ans dans la congrégation des saints stigmates de Notre Seigneur Jésus-Christ. Il y effectue son noviciat et prononce ses premiers vœux, mais doit ensuite interrompre plusieurs fois ses études pour raison de santé.
Emilio Recchia est finalement ordonné prêtre à Udine le 3 septembre 1911. Le début de son ministère est orienté vers la jeunesse, la prédication et la direction spirituelle. Il est successivement en poste à Gemona, Pistoia, Vérone puis Milan, avant d'être nommé maître des novices puis directeur du séminaire des Stigmatins.
Il est aumônier militaire pendant la Première Guerre mondiale. Fait prisonnier par les Autrichiens en octobre 1917 pendant qu'il s'occupait de blessés, il est emprisonné pendant plus d'un an, et libéré en mauvaise santé en 1919.
Il reprend alors son ministère pastoral, à Milan, à Rome, à Vérone puis à Trente. Devenu secrétaire général de son ordre en 1934, il est affecté à Rome, à la paroisse de Santa Croce où il restera jusqu'en 1966.
Très attentif à toutes les formes de pauvreté, il s'illustre au service des autres pendant la Seconde Guerre mondiale. Il est surnommé le « curé de la bonté ». De septembre 1943 jusqu'à la Libération, il accueille, cache et protège plus de cent Juifs, leur évitant la déportation dans les camps d'extermination nazis. Il sera pour cela reconnu « juste parmi les nations ».
Après la guerre, le P. Emilio Recchia continue à servir sa paroisse jusqu'en 1966, à 78 ans. Il retourne alors à Vérone, sa ville natale. Il y meurt le 27 juin 1969, en réputation de sainteté.

## Béatification
Le P. Emilio Recchia étant mort en réputation de sainteté, un procès diocésain est ouvert en vue de sa canonisation et se tient d'octobre 2001 à mars 2003. La cause est ensuite introduite à Rome, où ses vertus sont reconnues « héroïques » par le pape François, ce qui lui donne le titre de « vénérable ». Le vénérable Emilio Recchia est fêté le 27 juin.
La cause est maintenant en attente de la reconnaissance d'un miracle dû à son intercession pour ouvrir la voie à la béatification.

## Autres hommages
Emilio Recchia est reconnu Juste parmi les nations par l'institut Yad Vashem en 2013, à titre posthume, pour son action en faveur des Juifs pendant la Seconde Guerre mondiale.